# Distrito de desarrollo
El Distrito o Zona de desarrollo económico y tecnológico (en chino:国家级经济技术开发区, pinyin:Guójiā jí jīngjì jìshù kāifā qū , lit: Distrito para la explotación económica y tecnológica a nivel nacional ) son zonas especiales de la República Popular China donde se fomenta la inversión extranjera directa (IED). Estas son usualmente llamadas áreas de desarrollo tecnológico y económico, o ampliamente conocidas sólo como «zona de desarrollo».
Estos programas a nivel nacional se iniciaron con las primeras zonas económicas especiales en tres ciudades en 1978 como parte de la reforma económica china y fueron extendidas a las zonas de desarrollo en 14 ciudades en 1984. En 2006 ya existían 49 zonas de desarrollo. La siguiente es una lista de las zonas de desarrollo creadas desde el año 2000.
Existe otro tipo de estas áreas especiales a nivel local llamadas Zonas abiertas o de explotación  (开发区) que funcionan de forma similar, pero son controladas por las provincias, lo cual se cuentan como subprefectura .

## Distrito de desarrollo (2000-2001)
- Changsha Desarrollo Económico y Tecnológico Zona, 2000,02
- Chengdu Económico y Zona de Desarrollo Tecnológico, 2000,02
- Guiyang Desarrollo Económico y Tecnológico Zona, 2000,02
- Hefei Desarrollo Económico y Tecnológico Zona, 2000,02
- Kunming Desarrollo Económico y Tecnológico Zona, 2000,02
- Xi'an Desarrollo Económico y Tecnológico Zona, 2000,02
- Zhengzhou Económico y Zona de Desarrollo Tecnológico, 2000,02
- Nanchang Desarrollo Económico y Tecnológico Zona, 2000,04
- Shihezi para el Desarrollo Económico y Tecnológico Zona, 2000,04
- Wuhan Desarrollo Económico y Tecnológico Zona, 2000,04
- Hohhot Desarrollo Económico y Tecnológico Zona, 2000,07
- Xining Desarrollo Económico y Tecnológico Zona, 2000,07
- Nanning Desarrollo Económico y Tecnológico Zona, 2001,05
- Taiyuan Desarrollo Económico y Tecnológico Zona, 2001,06
- Yinchuan Económico y Zona de Desarrollo Tecnológico, 2001,07
- Lhasa Económico y Zona de Desarrollo Tecnológico, 2001,09

## Distrito de desarrollo (2002-2009)
- Lanzhou Económico y Zona de Desarrollo Tecnológico, 2002,03
- Nanjing Económico y Zona de Desarrollo Tecnológico, 2002,03
- Xuchang Desarrollo Económico y Tecnológico Zona, 2006,03
- Quzhou Desarrollo Económico y Tecnológico Zona, 2006,06[1]
- Langfang Desarrollo Económico y Tecnológico Zona, 2009,07
- Yangzhou Económico y Zona de Desarrollo Tecnológico, 2009,07

## Distrito de desarrollo (2010)
- Changshu Económico y Zona de Desarrollo Tecnológico, 2010
- Hailin, Zona de Desarrollo Económico y Tecnológico, 2010
- Huaian Desarrollo Económico y Tecnológico Zona, 2010
- Jiangning Zona de Desarrollo Económico y Tecnológico, 2010
- Wujiang Desarrollo Económico y Tecnológico Zona, 2010
- Jinhua Económico y Zona de Desarrollo Tecnológico, 2010
- Yellowstone Económico y Zona de Desarrollo Tecnológico, 2010,03
- Jinggangshan Desarrollo Económico y Tecnológico Zona, 2010,03
- Yueyang Desarrollo Económico y Tecnológico Zona, 2010,03
- Anqing Desarrollo Económico y Tecnológico Zona, 2010,04
- Changxing Island, Dalian Zona de Desarrollo Económico y Tecnológico, 2010,04
- Dongying Desarrollo Económico y Tecnológico Zona, 2010,04
- Ganzhou Económico y Zona de Desarrollo Tecnológico, 2010,04
- Huzhou Económico y Zona de Desarrollo Tecnológico, 2010,04
- Jilin Desarrollo Económico y Tecnológico Zona, 2010,04
- Jiaxing Desarrollo Económico y Tecnológico Zona, 2010,04
- El Jinchang para el Desarrollo Económico y Tecnológico Zona, 2010,04
- Jinzhou Económico y Zona de Desarrollo Tecnológico, 2010,04
- Jiujiang Desarrollo Económico y Tecnológico Zona, 2010,04
- Maanshan Económico y Zona de Desarrollo Tecnológico, 2010,04
- Rizhao Desarrollo Económico y Tecnológico Zona, 2010,04
- Paojiang Desarrollo Económico y Tecnológico Zona, 2010,04
- Tianshui Desarrollo Económico y Tecnológico Zona, 2010,04
- Weifang Binhai Económico y Zona de Desarrollo Tecnológico, 2010,04
- Qinzhou Puerto Económico y Zona de Desarrollo Tecnológico, 2010,11
- Shaanxi Aviación Desarrollo Económico y Tecnológico Zona, 2010,11
- Shaanxi Aeroespacial de Desarrollo Económico y Tecnológico Zona, 2010,11
- Shangrao Desarrollo Económico y Tecnológico Zona 2010,11
- Siping Rojo-mandado la Zona de Desarrollo Económico y Tecnológico, 2010,11
- Wuhan Wujiashan Económico y Zona de Desarrollo Tecnológico, 2010,11
- Zouping Desarrollo Económico y Tecnológico Zona, 2010,11
- Zunyi Desarrollo Económico y Tecnológico Zona, 2010,11
- Datong Desarrollo Económico y Tecnológico Zona, 2010,12
- Linyi Económico y Zona de Desarrollo Tecnológico, 2010,12
- Ningbo Petroquímico de Desarrollo Económico y Tecnológico Zona, 2010,12
- Wuqing Desarrollo Económico y Tecnológico Zona, 2010,12
- Xiqing Desarrollo Económico y Tecnológico Zona, 2010,12
- Yancheng Desarrollo Económico y Tecnológico Zona, 2010,12

## Distrito de desarrollo (2011)
- Desarrollo Económico y Tecnológico de la Zona Oeste en Changchun 2011,01
- Pingxiang Desarrollo Económico y Tecnológico Zona, 2011,01
- Chuzhou Desarrollo Económico y Tecnológico Zona, 2011,04
- Harbin Limin Económico y Zona de Desarrollo Tecnológico, 2011,04
- Korla Desarrollo Económico y Tecnológico Zona, 2011,04
- Shizuishan Desarrollo Económico y Tecnológico Zona, 2011,04
- Tongling para el Desarrollo Económico y Tecnológico Zona, 2011,04
- Chizhou Desarrollo Económico y Tecnológico Zona, 2011,06
- Jiashan Desarrollo Económico y Tecnológico Zona, 2011,06
- Jingzhou Económico y Zona de Desarrollo Tecnológico, 2011,06
- Desarrollo Económico y Tecnológico Zona, Taicang puerto 2011.06
- Xishan Desarrollo Económico y Tecnológico Zona, 2011,07
- Kuitun - Dushanzi Zona de Desarrollo Económico y Tecnológico, 2011,08
- Zhangjiagang Desarrollo Económico y Tecnológico Zona, 2011,09
- Xiangtan Jiuhua Desarrollo Económico y Tecnológico Zona. 2011.09
- Zhaoyuan Económico y Zona de Desarrollo Tecnológico, 2011,11

## Distrito de desarrollo (2012)
- Taiwán Quanzhou Inversión Zona 2012,01
- Zhangzhou taiwaneses zonas de inversión 2012,01
- Jinzhong Desarrollo Económico y Tecnológico Zona, 2012,03
- Liuyang Desarrollo Económico y Tecnológico Zona, 2012,03
- Yiwu Desarrollo Económico y Tecnológico Zona, 2012,03
- Dezhou Economic Development Zone, 2012,03
- Longyan Desarrollo Económico y Tecnológico Zona, 2012,03
- MSC Económico y Zona de Desarrollo Tecnológico, 2012,07
- Yuhang Desarrollo Económico y Tecnológico Zona, 2012,07[2]
- Alar Económico y Zona de Desarrollo Tecnológico, 2012,08
- Desarrollo Económico y Tecnológico Zona, Ezhou Gedian 2012,08
- Suining Desarrollo Económico y Tecnológico Zona, 2012,08
- Wujiaqu Desarrollo Económico y Tecnológico Zona, 2012,08
- Xinxiang Desarrollo Económico y Tecnológico Zona, 2012,08[3]

## Otros temas
- Zona de desarrollo próximo